# Feldman à Bercy
 (avril 2018).
Si vous disposez d'ouvrages ou d'articles de référence ou si vous connaissez des sites web de qualité traitant du thème abordé ici, merci de compléter l'article en donnant les références utiles à sa vérifiabilité et en les liant à la section « Notes et références ».
Albums de François Feldman
Magic’ Boul’vard
(1991) Indigo
(1993)
Feldman à Bercy est un double album et unique live de l'auteur-compositeur-interprète français François Feldman, sorti en 1992. Il est enregistré au Palais omnisports de Paris-Bercy en septembre 1991.
L'album est également publié en Laserdisc comprenant 20 des chansons du CD.

## Liste des titres
Toutes les paroles sont écrites par Jean-Marie Moreau, toute la musique est composée par François Feldman, sauf annotations.
| 1.  | Wally Boule Noire                                                             | 5:36 |
| 2.  | C'est toi qui m'as fait (Textes et musique : François Feldman)                | 6:03 |
| 3.  | Existe                                                                        | 4:03 |
| 4.  | Fragile Queen                                                                 | 6:17 |
| 5.  | Slave                                                                         | 3:47 |
| 6.  | Les Femmes                                                                    | 5:31 |
| 7.  | Tombé d'amour                                                                 | 5:25 |
| 8.  | Corsica                                                                       | 4:29 |
| 9.  | Petit Frank                                                                   | 4:48 |
| 10. | Joy (Textes et musique : François Feldman)                                    | 5:01 |
| 11. | Joue pas (en duo avec Joniece Jamison) (Textes et musique : François Feldman) | 6:33 |

| 1.  | Encore plus belle endormie                                                     | 3:06 |
| 2.  | Le Mal de toi                                                                  | 5:14 |
| 3.  | Le Serpent qui danse (Texte : Charles Baudelaire - Musique : François Feldman) | 5:55 |
| 4.  | Poison rose                                                                    | 3:56 |
| 5.  | Belle indienne                                                                 | 4:58 |
| 6.  | J'ai peur (en duo avec Joniece Jamison)                                        | 6:16 |
| 7.  | Ne perdez pas la boule                                                         | 5:09 |
| 8.  | Les Valses de Vienne                                                           | 4:33 |
| 9.  | Rien que pour toi                                                              | 9:31 |
| 10. | Magic' Boul'vard                                                               | 5:36 |
| 11. | Je te retrouverai                                                              | 4:18 |

## Formation
- Direction musicale, arrangements : Thierry Durbet
- François Feldman : chant, piano (sur "Le mal de toi", "Le Serpent qui danse" et "Encore plus belle endormie")
- Yves Sanna : batterie
- Kamil Rustam : guitares
- Dominique Grimaldi : basse
- Arnaud Aubaille : claviers
- Patrick Bourgoin : saxophone
- Thierry Durbet : synthétiseur
- Joniece Jamison, Beckie Bell, Debbie Davis : chœurs